# Mr. Stephen Byerley kandidira
Mr. Stephen Byerley kandidira (izvirno v angleščini Evidence) je kratka znanstvenofantastična zgodba ruskega pisatelja Isaaca Asimova. Zgodba je bila prvič objavljena v septembru 1946 v reviji Astounding Science Fiction.  Vključena je v zbirke Jaz, robot (1950), Popolni robot (1982) in Vizija robotike (1990). V izvirni angleški zbirki je to predzadnja zgodba; sledi ji še zgodba o problemih robotskega vladanja, v slovenskem prevodu knjige Jaz, robot iz leta 1961 pa je opisana zgodba izpuščena.

## Vsebina
V tej zgodbi je govora o človeški nezaupljivosti nad roboti.
Mr. Stephen Byerley je bil favorit za novega župana New Yorka. Njegov protikandidat Francis Quinng ga je obtožil, da je v polčloveka predelan robot, ki pa jih ljudje ne marajo. Med razlogi za obtožitev so bili skoraj robotsko obnašanje, odklanjanje hrane v družbi ter nenapadanje. Byerley je želel dokazati svojo človeškost in odšel po pomoč v družbo U.S. Robots and Mechanical Men. Tu niso mogli dokazati nota, da je robot, niti da ni. Dr. Calvin mu je po pogovorih svetovala, naj prekrši prvi zakon robotike, tako da nekoga pred javnostjo udari, česar pa še nikoli ni storil. Na ulici so ga ljudje zmerjali, nenadoma pa je k njemu stopil starec in ga pozval naj ga udari. Byerleyu ni preostalo nič drugega kot, da to tudi stori. Avtor pa je na koncu poglavja pustil vprašanja, da pa robot lahko udari robota. V naslednjem poglavju, izključenem iz prevoda, postane Byerley celo predsednik planetarne uprave.